# Synchronous Optical Network
Synchronous Optical Network (SONET) är en ANSI-standard (American National Standard Institute) för digital överföring över optisk fiber eller radiolänk mellan telestationer och andra nätnoder, med en lägsta hastighet på 51 Mbit/s. SONET används bland annat i USA och kan betraktas som en variant av SDH, som används övriga delar av världen och har andra datahastigheter. SONET utvecklades innan SDH. De är delvis kompatibla med varandra.
SONET/SDH används för multiplexering av flera dataströmmar eller kanaler så att de kan dela på ett transmissionsmedium. Detta används till exempel i telefonnät så att tusentals telefonsamtal kan överföras digitalt över samma optiska fiber eller radiolänk. Se PCM-systemet. SONET/SDH används i nationella bredbandsstamnät för att flera bredbandsleverantörer ska kunna dela på samma optiska förbindelse. 
SONET/SDH bygger på kretskoppling och tidsdelningsmultiplex (TDM, Time Division Multiplex) liksom även PDH gör. Detta innebär att överföringshastigheten i bit/s och tidsfördröjningen i millisekunder för en kanal är konstanta. Kanalerna är permanenta, det vill säga de skapas inte vid uppkoppling utan ändras endast vid manuell omkonfigurering av nätet. SONET/SDH har ersatt den äldre PDH-tekniken i många telefonnät. SONET/SDH kräver till skillnad från PDH att alla nätnoder (växlar och multiplexorer) är synkroniserade med varandra med hjälp av atomur, vilket underlättar att komma åt enstaka kanaler, till exempel telefonsamtal, i hierarkin.